# Aventurers de Gàmbia
Aventurers de Gàmbia fou una companyia comercial anglesa establerta pel comerç a l'Àfrica Occidental, especialment a la regió del riu Gàmbia.
La Companyia d'Aventurers Reials Comerciant a Àfrica fundada el 1660, va tenir el monopoli del comerç anglès amb Àfrica occidental. A causa del fort deute que arrossegava, l'empresa va fer fallida el 1667 durant la guerra amb els Països Baixos. En els següents anys la companyia va tenir un comerç marginal i irregular, i les seves activitats principals foren la concessió de llicències per a comerciants privats que feien un sol viatge, i sobretot la creació el 1668 de la nova companyia dels Aventurers de Gàmbia, coneguda també com The Gambian Merchants' Company (Companyia de Mercaders del Gàmbia), a la que es va concedir una llicència de deu anys pel comerç africà al nord del golf de Benín amb efecte d'1 de gener de 1669.
Al final de 1678, la llicència a la companyia dels Aventurers de Gàmbia va expirar i el seu comerç a Gàmbia va ser fusionat a la Companyia Reial Africana si bé aquesta transferència no s'hauria fet totalment efectiva fins al 1684.